# Gloria Brasdefer Hernández
Gloria Brasdefer Hernández (Ciudad de México, 21 de marzo de 1939) es una política mexicana, miembro del Partido Revolucionario Institucional (PRI). Ha tenido una amplia carrera política en puestos públicos, además de haber sido diputada federal y delegada en Tláhuac.

## Biografía
Es licenciada en Derecho egresada de la entonces Escuela Nacional de Jurisprudencia de la Universidad Nacional Autónoma de México (UNAM) en 1964 y reliazó cursos de Administración Pública en Buenos Aires de 1967 a 1969. Ejerció como docente de Derecho Administrativo en la Facultad de Ciencias Políticas y Sociales de la UNAM de 1969 a 1982.
Al terminar su carrera, ingresó en 1965 a laborar en la entonces Secretaría de la Presidencia, donde se desempeñó como abogada en del departamento de Asuntos Jurídicos y Legislativos de 1965 a 1969, analista de la comisión de Administración Pública de 1969 a 1971 y jefa del departamento de Compilación y Análisis de la división de Estudios Administrativos de 1971 a 1974. Posteriormente pasó a laborar en la Secretaría del Trabajo y Previsión Social, donde siendo titular de la misma Pedro Ojeda Paullada ocupó los cargos de secretaria técnica del comité técnico asesor en Normas Legales de 1974 a 1977, directora general de Programas, Organización e Información de 1977 a 1978 y oficial mayor de 1978 a 1982.
Al pasar Ojeda Paullada a la presidencia nacional del PRI en 1982, fue nombrada miembro del consejo asesor del Instituto de Estudios Políticos, Económicos y Sociales (IEPES) del PRI y al ser nombrado titular de la Secretaría de Pesca por el presidente Miguel de la Madrid en 1982, Gloria Brasdefer asumió la oficialía mayor de dicha dependencia, permaneciendo en el cargo durante todo el sexenio, hasta 1988.
Dejó dicho cargo para ser candidata del PRI a miembro de la I Asamblea de Representantes del Distrito Federal por el Distrito 3 local, siendo elegida y fungiendo como tal de 1988 a 1991, y este último año fue postulada y elegida ahora diputada federal por el Distrito 3 del Distrito Federal a la LV Legislatura de 1991 a 1994. De 1996 a 1997 fue nombrada delegada del Departamento del Distrito Federal en Tláhuac, la penúltima nombrada por el entonces denominado Regente. De forma posterior fue directora general de Administración y Sistemas del Fondo Nacional de Fomento al Turismo (FONATUR), hasta el 25 de enero de 2001.
El 17 de julio de 2001 fue nombrada por el presidente Vicente Fox como secretaria ejecutiva del Sistema Nacional de Seguridad Pública. Tras este cargo, se retiró de la actividad pública hasta el 10 de diciembre de 2012 en que fue nombrada oficial mayor de la Secretaría de Energía por su titular Pedro Joaquín Coldwell en el gobierno del presidente Enrique Peña Nieto. Permaneció en dicho cargo hasta el final de dicha administración, en 2018.